# Мельники (Мядельський район)
Мельники (біл. вёска Мельнікі) — село в складі Мядельського району Мінської області, Білорусь. Село підпорядковане Нарачанській сільській раді, розташоване в північній частині області.